# جون توماس كينيدي
جون توماس كينيدي (بالإنجليزية: John Thomas Kennedy)‏ هو عسكري أمريكي، ولد في 22 يوليو 1885 في كارولاينا الجنوبية في الولايات المتحدة، وتوفي في 22 سبتمبر 1969 في كولومبيا في الولايات المتحدة.